# Günter Körber
Günter Körber (* 9. Januar 1922 in Berlin; † 23. Juli 1990 in Brensbach) war ein deutscher Erbauer historischer Holzblasinstrumente.

## Leben
Aufgewachsen in Berlin, wurde er im Zweiten Weltkrieg Militärmusiker, später professioneller Holzbläser und Unterhaltungsmusiker. 1958 begegnete er Otto Steinkopf, für den er fortan den Bau von historischen Holzblasinstrumenten nach dessen Plänen und Anweisungen ausführte. Als dieser 1964 die Leitung des Studios für Renaissance-Instrumente der Firma Moeck in Celle übernahm, führte Körber die Berliner Werkstatt weiter und verlegte sie 1980 nach Brensbach im Odenwald.

## Leistungen
Körber baute Renaissance-Instrumente in ganzen Stimmwerken: Krummhörner, Kortholte, Rauschpfeifen, Querflöten, Pommern, Schalmeien, Dulziane (darunter auch Quartbassdulziane), Rankette, Zinken und Dudeys; darüber hinaus Barock-Instrumente: Traversflöten, Barockoboen, Barockfagotte und Chalumeaux. – Als Einsteigerinstrument entwickelte er „der Historie nachempfunden“ die Hirtenschalmei, ein Windkapselinstrument mit zylindrischer Bohrung und konischem Schallbecher.
Seine Werkstatt hatte eine vergleichbar hohe Produktivität, sein Katalog umfasste zeitweilig über fünfzig verschiedene Instrumente. Seine Kontakte nach Großbritannien und den USA stimulierten dort die Alte-Musik-Bewegung und den Bau historischer Holzblasinstrumente.

## Auszeichnung
Kurz vor seinem Tod wurde Körber das Bundesverdienstkreuz am Bande verliehen.